# Matthew Cowdrey
Matthew John „Matt“ Cowdrey OAM (* 22. Dezember 1988 in Adelaide, South Australia) ist ein australischer Schwimmer und Politiker.

## Leben
Cowdrey wurde mit einer Mikromelie seines linken Arms geboren, der unterhalb des Ellenbogens fehlte, wodurch er für den paralympischen Schwimmsport die Klassifikation S9 erhielt. Er wuchs in Adelaide auf, wo er mit fünf Jahren mit dem Schwimmsport anfing und das Endeavour College besuchte, bevor er nach Canberra zog, um am Australian Institute of Sport zu trainieren. 2015 beendete Cowdrey sein Studium an der University of Adelaide mit dem Bachelor of Laws. Außerdem wurde er zum Teammanager für die australische Delegation bei den Commonwealth Games der Junioren ernannt.

## Sportliche Karriere
Cowdrey gab mit 16 Jahren bei den Sommer-Paralympics 2004 in Athen sein paralympisches Debüt. Er gewann drei Goldmedaillen und stand in vier weiteren Disziplinen auf dem Podium. Im Folgejahr erschwamm er bei den offenen Schwimmmeisterschaften von Australien sieben Titel. 2006 siegte Cowdrey über 50 m und 100 m Freistil bei den Commonwealth Games. Bei den Weltmeisterschaften der Behinderten in Durban triumphierte er fünf Mal und kam in drei weiteren Rennen unter die besten drei. 2008 siegte er bei den Sommer-Paralympics 2008 in Peking in fünf Disziplinen und wurde drei Mal Vize-Paralympics-Sieger. Für die Abschlussfeier wurde er zum Fahnenträger der australischen Mannschaft ernannt. Im nächsten Jahr wurden erstmals Kurzstrecken-Weltmeisterschaften der Behinderten ausgetragen, bei denen er mit sieben Goldmedaillen und zwei zweiten Plätzen zu den erfolgreichsten Athleten gehörte. 2010 verteidigte er bei den Commonwealth Games seinen Titel über 50 m Freistil und stellte einen neuen Weltrekord über die Distanz auf. Bei den Weltmeisterschaften in Eindhoven siegte Cowdrey in sechs Disziplinen und wurde Vizemeister über 100 m Schmetterling. 2012 nahm er zum letzten Mal an Paralympischen Spielen teil. Er gewann fünf Goldmedaillen und kam in drei weiteren Rennen auf das Podium, wodurch er mit dreizehn paralympischen Goldmedaillen im Laufe seiner Karriere der erfolgreichste paralympische Athlet Australiens ist. 2013 triumphierte Cowdrey bei den Weltmeisterschaften in Montreal in fünf Disziplinen und erschwamm eine Bronzemedaille. Im folgenden Jahr gewann der Australier bei den Commonwealth Games über 100 m Freistil die Silbermedaille. 2015 verkündete Cowdrey mit 26 Jahren das Ende seiner aktiven Sportlerkarriere. Zum Zeitpunkt seines Karriereendes hielt er vierzehn Weltrekorde in seiner Startklasse.

## Politische Karriere
2018 wurde Cowdrey bei den Parlamentswahlen von South Australia im Wahlbezirk Colton für die Liberal Party of Australia ins House of Assembly gewählt. In der folgenden Legislaturperiode wurde er wiedergewählt und zum Schatzmeister des Schattenkabinetts von David Speirs ernannt.

## Auszeichnungen
2005 wurde Cowdrey für seine Leistungen bei den Sommer-Paralympics 2004 die Medal of the Order of Australia verliehen. Das Magazin Swimming World ernannte ihn 2007, 2008 und 2012 zum Behindertenschwimmer des Jahres. Außerdem wurde er 2009 als Young South Australian of the Year geehrt. Im Anschluss an die Sommer-Paralympics in Peking wurde ihm 2009 vom Internationalen Paralympischen Komitee der Paralympic Sport Award verliehen. 2011 wurde er als Mitglied der Best of the Best des Australian Institute of Sports bekanntgegeben. 2019 wurde Cowdrey als siebter Behindertensportler in die Sport Australia Hall of Fame aufgenommen.